# 타이마노미코
타마이노미코(일본어: 当麻 皇子 たいま の みこ[*] , 비다츠 천황 3년 (574년?) 이후 요메이 천황 원년 (586년?) 이전 - 몰년 미상)는 고훈 시대 후기부터 아스카 시대 전기에 살았던 황족이다. 마로코노미코(麻呂子皇子)라고도 한다. 요메이 천황의 3황자이다. 자손으로는 중급 관인이 된 타이마씨(当麻氏), 야마토타카다를 중심으로 활동한 平田党武家当麻高田氏가 나왔다.

## 약력
스이코 천황 10년 (602년), 정신라대장군이었던 이복동생 쿠메노미코 가 사망한 뒤, 이듬해인 스이코 천황 11년 (603년) 4월에 정신라장군이 되었다. 난바에서 배로 출발했으나, 하리마국 아카시에서 부인인 토네리노히메미코가 사망하자, 황녀를 아카시에 묻었다가 되돌아갔다고 한다.

## 계보
- 아버지 : 요메이 천황
- 어머니 : 카즈라키노 히로코 (葛城広子, 카즈라키노 이와무라(葛城磐村)의 딸) 또는 葛木伊比古郎女 (카즈라키노타기마노쿠라노오비토히리코(葛木当麻倉首比里古) 또는 当麻倉日子의 딸)
- 아내 : 토네리노히메미코 (긴메이 천황의 황녀)

## 같이 보기
- 타이마데라 - 타이마노미코가 개산했다고 알려짐
- 타네지 (마이즈루시) - 위와 같은 이유